# Macrohaplogrupos mitocondriales fuera de África
En genética humana, los macrohaplogrupos o superhaplogrupos son grupos grandes de haplogrupos con gran diversificación de clados, extensa distribución geográfica y un ancestro común (ACMR). Dentro de las hipótesis sobre las migraciones prehistóricas del ser humano, los macrohaplogrupos mitocondriales fuera de África representan la expansión de la humanidad por todo Eurasia y demás continentes, en concordancia con la Teoría desde de África.
Estos macrohaplogrupos son descendientes del macrohaplogrupo L3, que al migrar a Asia dio lugar a dos grandes clados: M y N; y a su vez este último dio lugar al macrohaplogrupo R de gran distribución en Occidente. El siguiente mapa muestra las zonas de mayor frecuencia de los macrohaplogrupos L, M, N y R.

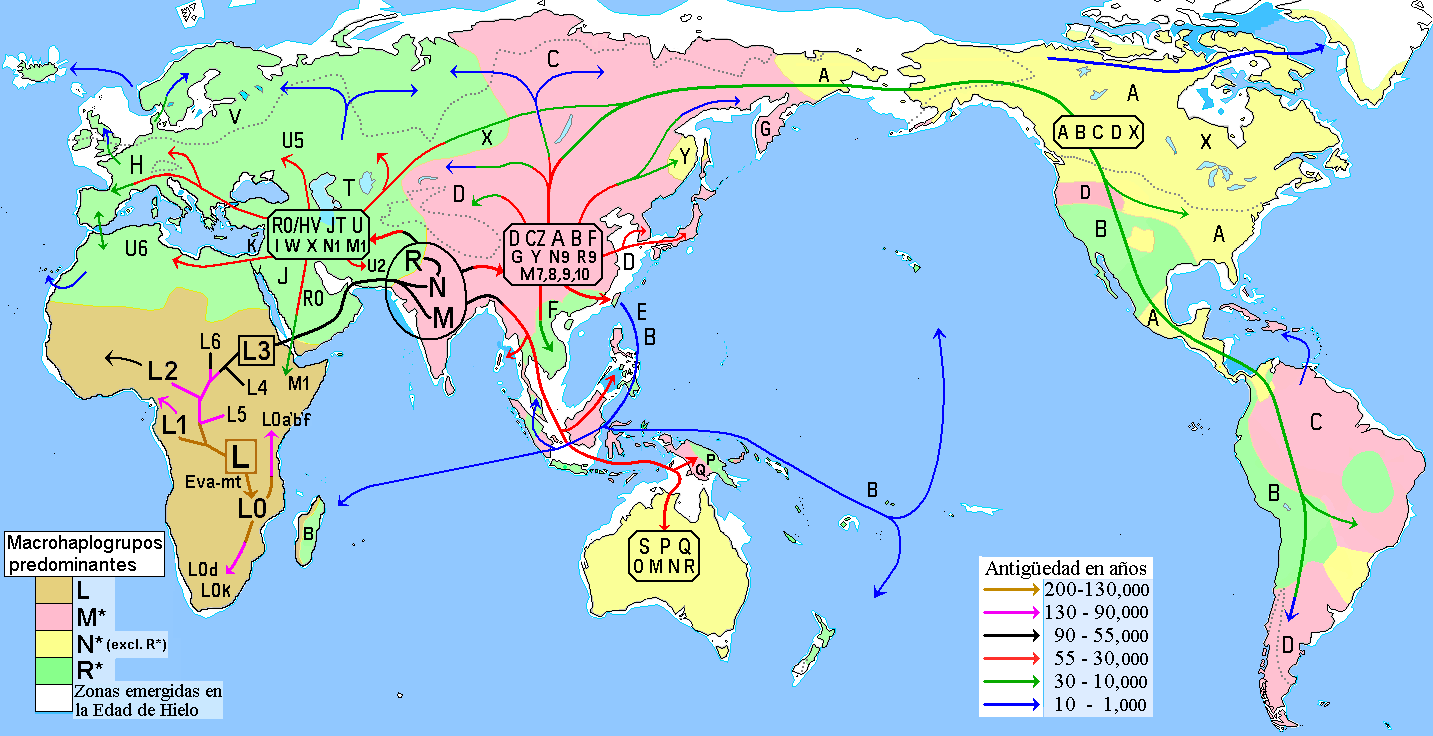
Mapa de las migraciones humanas creado a partir de la genómica mitocondrial de los seres humanos actuales. Las zonas de distribución de los macrohaplogrupos corresponde a las frecuencias predominantes encontradas en las poblaciones nativas.

## Migración fuera de África
El estudio del ADN mitocondrial en las poblaciones humanas actuales, da como resultado la comprobación genética de la Teoría desde de África o Hipótesis de la migración de África, corriente conocida también como monogenismo, la cual es un modelo de reemplazo completo de las especies humanas existentes en Eurasia por el Homo sapiens moderno originado en el África subsahariana.
Así pues, los humanos modernos tienen una ascendencia mitocondrial africana representada por el macrohaplogrupo L, con una antigüedad aproximada de unos 200.000 años y una ancestro común llamada Eva mitocondrial. Mientras tanto la expansión de los humanos modernos por todo el mundo está representada por los macrohaplogrupos mitocondriales fuera de África, con una primera migración realizada hace más de 65.000 años y un ancestro común: la Eva eurasiática, representada por el haplogrupo L3.

### Éxodo de África

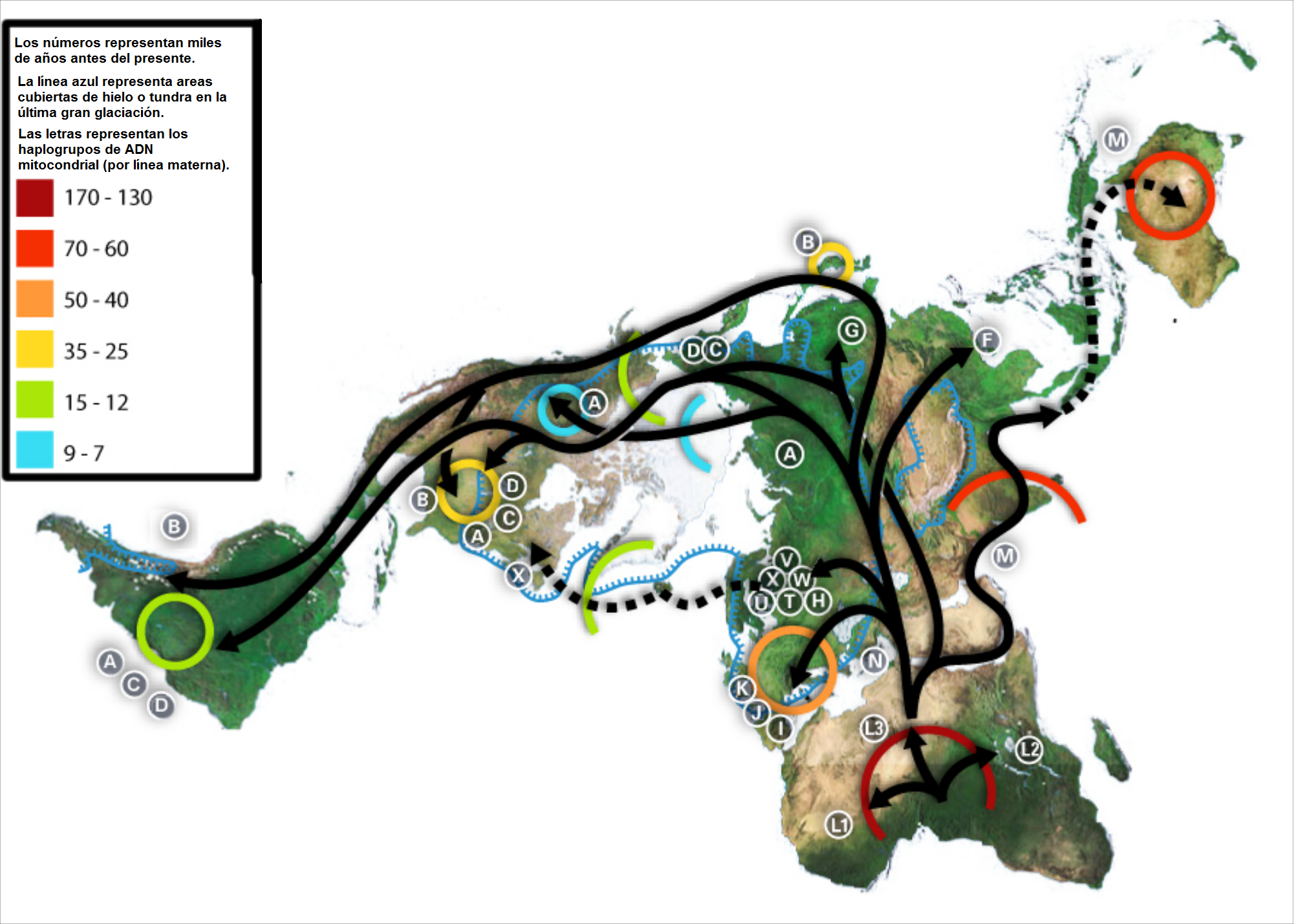
Hipótesis 2 rutas migratorias para M y N.

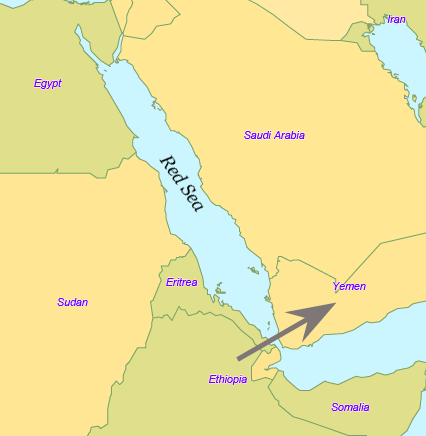
Ruta única fuera de África según la Teoría de la Migración Costera.

Hay dos posibles rutas de migración desde África hacia el Medio Oriente: una desde Egipto pasando por el Sinaí hasta el Levante y la otra desde Etiopía cruzando el mar Rojo hasta el Sur de Arabia.
La primera ruta, por el Norte, podría explicar la presencia de los restos de Skhul y Qafzeh al Norte de Israel. Estos restos que promedian los 100.000 años son diversos, encontrándose humanos premodernos, luego neandertales y formas intermedias cuyo origen es controversial y aún difícil de aclarar. En todo caso no existen evidencias antropológicas que vinculen dichos restos con la actual población de Eurasia, ni evidencia genética que determine que las actuales poblaciones del Levante estén relacionadas con la más temprana divergencia fuera de África.
La segunda ruta, por el Sur y atravesando el estrecho de Bab el-Mandeb, tiene mayores probabilidades de ser la ruta más antigua de colonización de Eurasia por humanos modernos, hace aproximadamente 65.000 años. Esta travesía implicó atravesar el estrecho pero no en sus 20 km actuales, sino en una distancia mucho más reducida por el descenso del nivel del mar durante la Edad de hielo, fácilmente realizable con pequeñas balsas.

### Hipótesis de 1 o 2 rutas migratorias
Al revelarse la diversidad de los macrohaplogrupos fuera de África y constatar que hay dos ramas principales (M y N), algunos autores propusieron dos rutas migratorias: al sur la migración costera hace unos 64.000 años en dirección a Oriente, relacionada con el origen y dispersión de M; y al norte por el Mediterráneo hace unos 45.000 años para el haplogrupo N, dada su mayor expansión en Eurasia Occidental a través de R, su clado más importante.
Sin embargo la corriente actual y más generalizada, sostiene que hubo una sola ruta que dio lugar a la gran migración fuera de África y que todo se resume a un solo proceso de origen y dispersión de los macrohaplogrupos M, N y R según la Teoría de la Migración Costera.

### Teoría de la Migración Costera

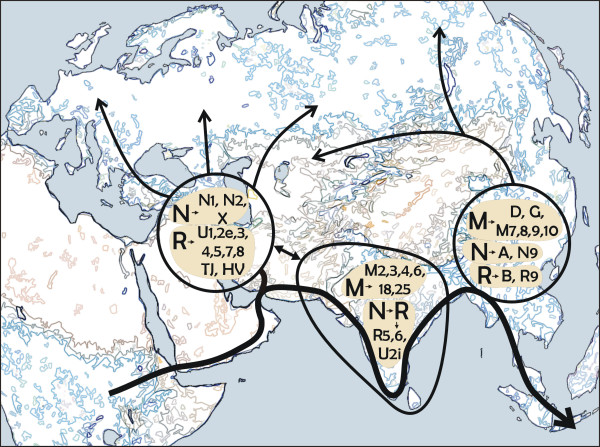
Versión de la dispersión de los macrohaplogrupos mitocondriales fuera de África según la teoría e la migración costera por el sur de Asia.

Esta teoría es compartida por la mayoría de los investigadores actuales de la genética mitocondrial humana y consiste en primer lugar en sostener que hubo una sola ruta migratoria al Sur, que va desde África Oriental por el estrecho de Bab el-Mandeb y hacia las costas del Sur de Asia; y en segundo lugar se sostiene que esta migración costera constituye un único proceso colonizador, en donde el origen y posterior dispersión de los macrohaplogrupos M, N y R están relacionados entre sí.
Se estima que la primera gran migración de los humanos modernos salidos de África, ocurrió con mayor probabilidad a través de las costas de la península arábiga hasta el Sur de Asia sobre la base de las siguientes evidencias:
- Virtual ausencia del haplogrupo M en el Levante.[5]
- Existe una correlación entre el acervo genético de Etiopía con el de Yemen, el cual corresponde a una relación histórica, arqueológica y cultural entre ambas regiones a lo largo de milenios.[9]
- El análisis filogenético mitocondrial más profundo, demuestra que la migración por las costas del Sur, constituye la vía por la cual se colonizó tempranamente vastos territorios de Asia, alcanzando rápidamente (en pocos miles de años) el Sudeste de Asia y tan lejos como Australia.[10]
- Evidencias fósiles y arqueológicas refuerzan la idea de una temprana migración de los humanos modernos desde Eritrea hacia las costas del Sur de Asia.[11]
- La evidencia genética patrilineal muestra similitudes con la genética matrilineal, ya que los macrohaplogrupos del cromosoma Y fuera de África C, D y F, tienen su mayor diversidad en el Sur de Asia y Extremo Oriente.

## Origen y dispersión de M, N y R
Los macrohaplogrupos M, N y R alcanzan una gran dispersión fuera de África, y el origen de los mismos depende de las hipótesis de 1 o 2 rutas migratorias, por lo que diversas fuentes citan hasta tres probables orígenes de estos macrohaplogrupos: África, Cercano Oriente o Sur de Asia; siguiendo las rutas de migración fuera de África. Pero según su más temprana diversificación, parece ser el Sur de Asia la región más probable de su origen.

### Distribución
Véase también: Relación entre los haplogrupos ADNmt fuera de África
Los macrohaplogrupos mitocondriales fuera de África presentan la siguiente distribución:
- M: Hacia el Oriente, frecuente en India, Extremo Oriente, Oceanía y América.
- N y R: En todos los continentes fuera de África. Particularmente R predomina en Eurasia Occidental.

### Dispersión inicial
Los descendientes inmediatos de los macrohaplogrupos fuera de África se dispersan ampliamente por los continentes de Eurasia y Sahul. En cambio la colonización de América e islas del Pacífico es posterior, ya que sus haplogrupos son más recientes y representan un subconjunto de la población inicial euroasiática.
La siguiente tabla muestra la principal región de distribución de los clados más antiguos de cada macrohaplogrupo:
| Macroha-plogrupos | Eurasia Occidental    | Península indostánica                                                                                      | Extremo Oriente                                                                                     | Sahul                          | América | Polinesia |
| ----------------- | --------------------- | --- | --------------------------------------------------------------------------------------------------- | ------------------------------ | ------- | --------- |
| M                 | M1, M14, M30          | M2, M3, M4"67, M5, M6, M25, M31, M32, M33, M34, M35, M36, M39, M40, M41, M42, M44, M48, M49, M52, M53, M60 | M1'20'51, M7, M8/CZ, M80'D, M9/E, M10, M11, M12/G, M13, M16, M17, M18, M21, M22, M71, M74, M75, M76 | M14, M15, M27, M28, M29/Q, M42 | C1, D1  | Q1'2, M28 |
| N                 | N1/ I, N2/ W, X       | N5 | A, N9/ Y, N10, N11, N21, N22                                                                        | N13, N14, O, S                 | A2, X2a | -         |
| R                 | R0/HV, R1, R3, JT, Uk | R2, R5, R6, R7, R8, R30, R31, U                                                                            | R9/F, R11/B, R21, R22, R14, R23                                                                     | R12, R14, P                    | B2      | B4a1a1    |

### Origen indostánico
Tomando en cuenta que el lugar de origen de un haplogrupo se encuentra con mayor probabilidad en el área de dispersión de sus clados más antiguos, es factible que los macrohaplogrupos M, N y R se originasen en la península del Indostán.
M es el macrohaplogrupo con la más profunda diversificación al Sur de Asia y su origen más probable se encuentra en la India. R tiene también un probable origen en la India. En cambio N tiene una distribución más dispersa que no permite una fácil conclusión sobre su origen, sin embargo se considera que N formaría parte del mismo proceso de colonización fuera de África conjuntamente con M y su principal clado R, lo que implica una temprana diferenciación genética en el Subcontinente Indio.
Se podría esperar que ya que el origen de estos macrohaplogrupos está relacionado con la migración fuera de Árica, el lugar lógico y predecible sería el Cercano Oriente o el Este de África. Sin embargo no encontramos la presencia de las divergencias más antiguas, ni en el Cercano Oriente ni en África. Como descendientes del macrohaplogrupo africano L3, este necesitó generar 5 mutaciones para llegar a N (8701, 9540, 10398, 10873 y 15301) y 4 para llegar M (489, 10400, 14783 y 15043), proceso que pudo tomar unos 20.000 años, por lo que es probable que los migrantes que pasaron por el Cercano Oriente pertenecerían a un linaje intermedio: L3M y L3N, o lo que es lo mismo pre-M y pre-N. La fuerte aridez recurrente de la región hizo que sobrevivieran solo aquellos descendientes que alcanzaron el bosque húmedo del Sur de Asia, a un clima tropical del cual estaban adaptados los primeros humanos modernos.